# 세터데이 드라마
세터데이 드라마(일본어: サタデードラマ)는 TV 아사히 계열에서 매주 토요일 20시의 드라마이다.

## 작품 소개
- 《프리즌 호텔》
- 《웃는 세일즈맨》
- 《파랑새 증후군》
- 《할머니, 깨진거야?》